# انتقال السكان في الاتحاد السوفيتي
يمكن تصنيف انتقال السكان في الاتحاد السوفيتي إلى الفئات العريضة التالية، وهي: ترحيل فئات السكان «المعادين للسوفيتية»، والذين عادةً ما يتم تصنيفهم على أنهم «أعداء العمال»، وترحيل الجنسيات الكاملة، ونقل القوة العاملة، وتنظيم هجرات إلى جهات معاكسة؛ لملء الأقاليم التي حدث فيها تطهير عرقي.
في معظم الحالات، كانوا يقومون بترحيل السكان الأقل عددًا إلى المناطق النائية (انظر التوطين القهري في الاتحاد السوفيتي). ويشمل هذا عملية الترحيل إلى الاتحاد السوفيتي للمواطنين غير السوفيتيين من دول خارج اتحاد الجمهوريات الاشتراكية السوفيتية. وتشير التقديرات إلى أن الهجرات القهرية الداخلية أثرت في مجملها على حوالي ستة ملايين فرد. ومنهم حوالي مليون أو 1.5 مليون لقوا حتفهم نتيجة هذه الهجرات.
في معظم الحالات، كانوا يتم ترحيل السكان إلى مناطق نائية. يشمل هذا عملية ترحيل مواطنين غير سوفيتيين إلى الاتحاد السوفيتي من دول خارج اتحاد الجمهوريات الاشتراكية السوفيتية. تشير التقديرات إلى أن الهجرات القسرية الداخلية أثرت في مجملها على نحو 6 ملايين شخص. منهم، رُحِل 1.8 مليون كولاكي بين عامي 1930 و 1931، ومليون فلاح وأقليات عرقية بين عامي 1932 و 1939، وتم إعادة توطين نحو 3.5 مليون أقلية عرقية بين عامي 1940 و 1952.
وثقت الأرشيفات السوفيتية وقوع 390000 حالة وفاة خلال إعادة التوطين القسري للكولاكيين وما يصل إلى 400000 حالة وفاة للأشخاص الذين رُحِلوا إلى مستوطنات قسرية خلال أربعينات القرن العشرين؛ ومع ذلك، يُقدر نيكولاس ويرث إجمالي الوفيات بـ 1 إلى 1.5 مليون شخص نتيجة الترحيل القسري. يعتبر المؤرخون المعاصرون عمليات الترحيل هذه بأنها جريمة ضد الإنسانية واضطهاد عرقي. اعتُرف بحالتين من هذه الحالات ذات معدل الوفيات الأعلى، ترحيل تتار القرم وترحيل الشيشان والإنغوش، كإبادة جماعية من قبل أوكرانيا (بالإضافة إلى 3 دول أخرى) والبرلمان الأوروبي. في 26 أبريل 1991، أصدر المجلس السوفييتي الأعلى للجمهورية السوفيتية الاشتراكية الروسية، برئاسة بوريس يلتسين، قانونًا لإعادة تأهيل الشعوب المقموعة وفقًا للمادة 2 لإدانة جميع عمليات الترحيل الجماعية باعتبارها «سياسة تشهير وإبادة جماعية لستالين».
بالإضافة لذلك، مارس الاتحاد السوفيتي عمليات ترحيل في الأراضي المحتلة، ما أدى إلى وفاة أكثر من 50000 شخص من دول البلطيق وما بين 300000 و 360000 شخص أثناء طرد الألمان من أوروبا الشرقية بسبب الترحيل السوفيتي والمذابح ومعسكرات الاعتقال والعمل القسري.

## التخلص من الكولاك
أُطلِق اسم الكولاك على مجموعة المزارعين الأثرياء نسبيًا في أواخر الإمبراطورية الروسية، وفي روسيا السوفيتية، والأيام الأولى من الاتحاد السوفيتي، حيث كانوا أكثر المجموعات التي تعرضت للترحيل من قبل الاتحاد السوفييتي، إذ استمرت إعادة توطين الأشخاص الملقبين رسميًا بالكولاك حتى أوائل عام 1950؛ شمل ذلك عدّة موجات رئيسية.
أُعيد توطين أعداد كبيرة من الكولاك بغض النظر عن جنسيتهم إلى سيبيريا وآسيا الوسطى، وتشير معلومات الأرشيفات السوفيتية المنشورة عام 1990 إلى إرسال 1803392 شخص صوب مستعمرات ومخيمات العمال في 1930 و1931، ووصول 1317022 شخص إلى الوجهة.
```
استمرت عمليات الترحيل على نطاق أصغر بعد عام 1931، وكان عدد الكولاك وأقاربهم ممن ماتوا في مستعمرات العمال من 1932 إلى 1940 هو 389521، وتشير التقديرات إلى أن عدد المُرَحَّلين من الكولاك وعوائلهم كان نحو 15 مليون شخص بحلول عام 1937، لقي الكثير من الأشخاص حتفهم خلال عملية الترحيل، لكن العدد الكامل غير معروف.
[
11
]
```

## العمليات الإثنية

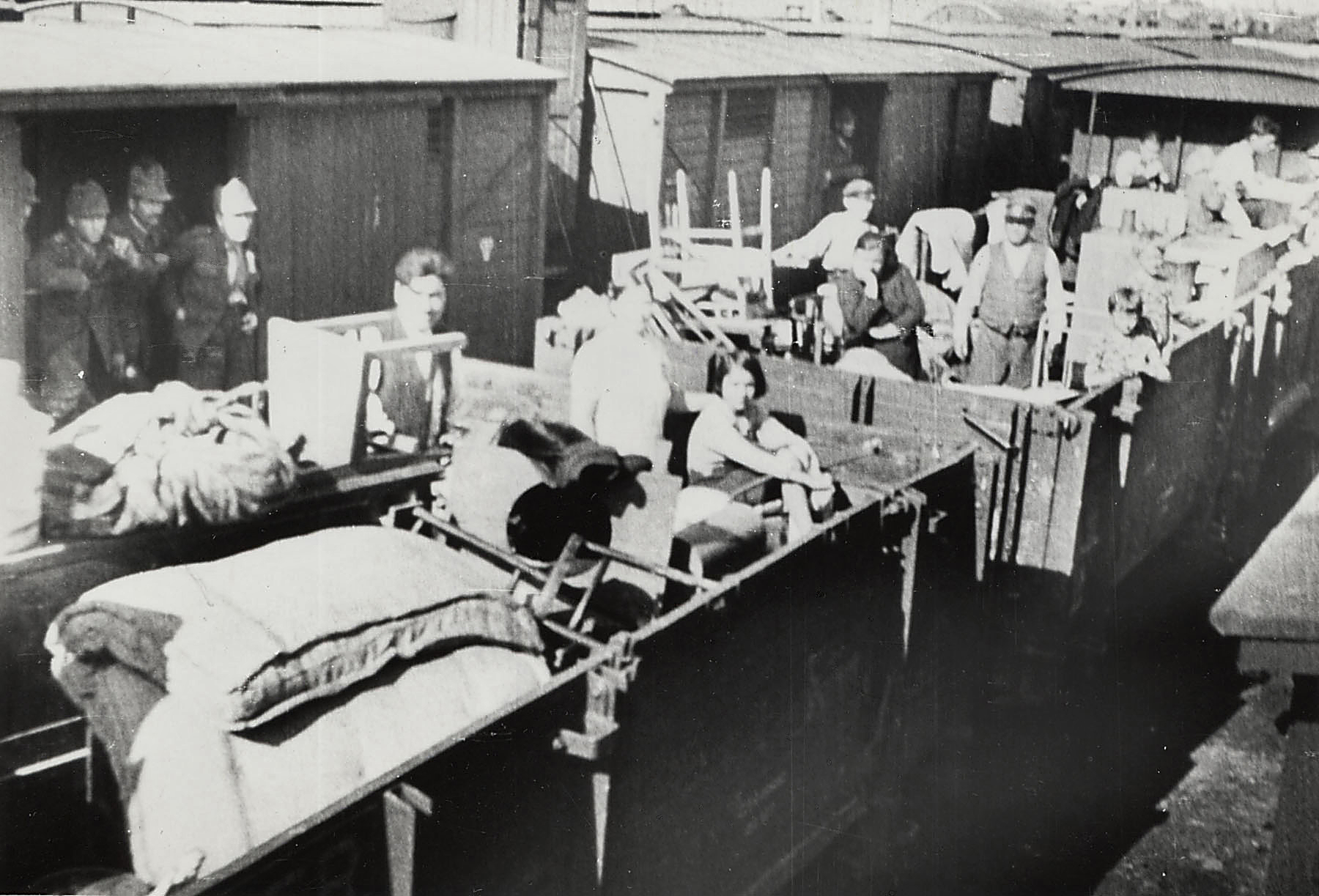
النازحون الرومانيون أثناء الحرب العالمية الثانية

تحوّل تصنيف ما يُسَمّى أعداء الشعب من المصطلحات الماركسية- اللينينية المعتادة المستندة إلى الطبقة -مثل الكولاك- خلال الثلاثينيات من القرن العشرين إلى مصطلحات مستندة إلى الإثنية، فقد كانت الإزالة الجزئية للجماعات العرقية التي قد تسبب المشاكل، من الأساليب التي استخدمها باستمرار جوزيف ستالين خلال حكمه؛ رُحِّلَت تسع جنسيات مختلفة على الأقل بين عامي 1935 و1938. كذلك أدّى غزو ألمانيا للاتحاد السوفيتي إلى تصعيد هائل في التطهير العرقي السوفيتي.
بدأ التفكير بترحيل الكوريين من الاتحاد السوفيتي عام 1926، ثم جرت التهيئة للبدء به عام 1930، تلى ذلك تنفيذ الأمر عام 1937 عندما تم أول انتقال جماعي لجنسية كاملة من الاتحاد السوفيتي؛ إذ حدث النقل القسري لجميع السكان السوفييت من الكوريين (71781 شخص) من الشرق الأقصى الروسي إلى مناطق غير مأهولة من جمهورية كازاخستان الاشتراكية السوفياتية وجمهورية أوزبكستان الاشتراكية السوفياتية في تشرين الأول/أكتوبر 1937.
بالنظر إلى فترة حكم ستالين بأكملها، يمكن للمرء أن يدرج الإثنيات المستهدفة:
- البولنديون (1939-1941 و1944-1945)،
- الرومانيون (1941 و 1944-1953)، ا
- لليتوانيين، اللاتفيين، والإستونيين (1941 و1945-1949)،
- الفولغا الألمان (1941-1945)، الفنلنديون الإنغيريون (1929-1931 و1935-1939)،
- الشعب الفنلندي في كاريليا (1940-1941، 1944)، تتار القرم واليونانيون القرم (1944)،
- اليونانيون القوقاز (1949-1950)،
- القلميقيون، البلقار، الأتراك القوقاز (قاراشاي)، الأتراك المسخيت، الكارباباك (الأتراك الأذربيجانيون)، وكوريو الشرق الأقصى (1937)، الشيشان والإنغوشيون (1944).[14]

```
أجرى ستالين سلسلة واسعة النطاق من عمليات الترحيل قبل فترة قصيرة من 
الحرب العالمية الثانية
، وخلالها، وبعدها مباشرةً، الأمر الذي أثر تأثيرًا عميقًا على الخريطة العرقية للاتحاد السوفييتي، وتشير التقديرات إلى ترحيل نحو 3.3 مليون شخص إلى سيبيريا وجمهوريات آسيا الوسطى في الفترة بين 1941 و1949، كذلك تشير إلى وفاة نحو 43٪ من السكان الذين أعيد توطينهم بسبب الأمراض وسوء التغذية.
[
15
]
```

## الضم والترحيل الغربيان (1939-1941)
بعد الغزو السوفييتي لبولندا في أعقاب نظيره الألماني الذي ميّز بداية الحرب العالمية الثانية في عام 1939، ضم الاتحاد السوفياتي الأجزاء الشرقية (المعروفة باسم كريسي لدى البولنديين) إلى الجمهورية البولندية الثانية، حيث تعرّض 1.45 مليون شخص كان يعيش في المنطقة للترحيل خلال 1939-1941 من قبل النظام السوفياتي، منهم 63.1٪ بولنديين و7.4 ٪ يهود.
كان يعتقد في السابق أنّ نحو مليون مواطن بولندي مات على يد السوفييت، إلا أن المؤرخين البولنديين في الآونة الأخيرة يقدرون -بالاعتماد على تحقيقات الأرشيفات السوفييتية، عدد الوفيات بنحو 350000 شخص تم ترحيلهم في 1939-1945، ومن بولندا الشرقية التي تم غزوها حديثًا، جرى ترحيل 1.5 مليون شخص.
ينطبق الأمر نفسه في جمهوريات البلطيق في لاتفيا وليتوانيا وإستونيا، حيث يُقَدّر أنّ أكثر من 200000 شخص قد رُحِّل من البلطيق في 1940-1953، بالإضافة إلى ذلك، أُرسِل 75000 شخص على الأقل إلى غولاغ. جرى ترحيل 10٪ من كامل سكان البلطيق البالغين أو تم إرسالهم إلى معسكرات العمل. وفي عام 1989، لم يمثل اللاتفيون الأصليون سوى 52٪ من سكان بلدهم، أمّا في إستونيا كان الرقم 62 ٪، وفي ليتوانيا كان الوضع أفضل لأن المهاجرين الذين أرسلوا إلى ذلك البلد انتقلوا في الواقع إلى بروسيا الشرقية (التي أصبحت الآن كالينينغراد)، والتي على عكس الخطط الأصلية لم تصبح أبدًا جزءًا من ليتوانيا.
وبالمثل، رُحِّل الرومانيون من تشيرنيفتسي أوبلاست ومولدوفيا بأعداد كبيرة تتراوح بين 200000 و400000.

## الحرب العالمية الثانية (1941-1945)
قامت الحكومة السوفييتية خلال الحرب العالمية الثانية وخاصة في 1943-1944 بسلسلة من عمليات الترحيل، حيث رُحِّل نحو 1.9 مليون شخص إلى جمهوريات سيبيريا وجمهوريات آسيا الوسطى. وقد كان التعاون الخائن مع الألمان الغزاة، والتمرد المعادي للسوفييت من الأسباب الرسمية لهذه الترحيلات، فمن أصل 183000 شخص من تتار القرم، خدم 20000 أو 10٪ من كامل السكان في الكتائب الألمانية، لذلك رُحِّل التتار بشكل جماعي من قبل السوفييت بعد الحرب.

## الطرد والترحيل بعد الحرب
طُرِد السكان الألمان في كالينينجراد أوبلاست في بروسيا الشرقية السابقة بعد الحرب العالمية الثانية، ليجري إعادة توطين المنطقة المهجورة بمواطنين سوفييت -معظمهم روس.
أجرت بولندا وأوكرانيا السوفييتية تبادلات سكانية؛ رُحِّل البولنديون الذين أقاموا شرقي الحدود البولندية-السوفييتية إلى بولندا (نحو 2100000 شخص)، بينما رُحِّل الأوكرانيون الذين أقاموا غرب الحدود البولندية-السوفييتية إلى أوكرانيا السوفييتية. جرى نقل السكان إلى أوكرانيا السوفيتية بين أيلول/سبتمبر 1944 ونيسان/أبريل 1946 (نحو 450000 شخص)، كما غادر بعض الأوكرانيين (نحو 200000 شخص) جنوب شرق بولندا طواعية إلى حد ما (بين 1944 و1945).